# Torneo de Promoción y Reserva de 2012
El Torneo de Promoción y Reserva 2012 de fútbol del Perú fue la tercera edición de este torneo. Se inició el sábado 19 de febrero y finalizó el miércoles 19 de septiembre, disputándose de forma paralela al Campeonato Descentralizado 2012. Participaron 16 equipos y el campeón le otorgará dos puntos y el subcampeón un punto a su equipo principal en el Campeonato Descentralizado.
Dentro de la lista de 18 jugadores para cada partido, los equipos tuvieron que contar con por lo menos tres jugadores categoría 1994; además, podían incluir tres jugadores de cualquier categoría. El resto de la plantilla tenía que ser conformada por jugadores nacidos a partir de 1990, siempre y cuando estén inscritos en el club.

## Equipos participantes
| Club                             | Ciudad    | Entrenador       | Estadio                   | Aforo  | Césped     | Marca       |
| -------------------------------- | --------- | ---------------- | ------------------------- | ------ | ---------- | ----------- |
| Alianza Lima                     | Lima      | Aldo Cavero      | Alejandro Villanueva      | 35 000 | Natural    | Nike        |
| Cienciano                        | Cusco     | Frank Palomino   | Inca Garcilaso de la Vega | 42 056 | Natural    | Aries Sport |
| Cobresol                         | Moquegua  | Ricardo Suez     | 25 de Noviembre           | 21 000 | Natural    | Loma's      |
| Melgar                           | Arequipa  | Walter Zeballos  | Monumental de la UNSA     | 45 000 | Natural    | Marathon    |
| Inti Gas                         | Ayacucho  | Cesar Tavarez    | Ciudad de Cumaná          | 15 000 | Natural    | Walon       |
| José Gálvez                      | Chimbote  | Edwin Herrera    | Manuel Rivera Sánchez     | 25 000 | Artificial | Real        |
| Juan Aurich                      | Chiclayo  | Juan Chumpitaz   | Elías Aguirre             | 23 000 | Artificial | Walon       |
| León de Huánuco                  | Huánuco   | José Pereda      | Heraclio Tapia            | 20 000 | Natural    | Walon       |
| Real Garcilaso                   | Cusco     | Juan Vidales     | Inca Garcilaso de la Vega | 42 056 | Natural    | Walon       |
| Sport Boys                       | Callao    | César Espino     | Miguel Grau               | 17 000 | Natural    | Triathlon   |
| Sport Huancayo                   | Huancayo  | Carlos Gutiérrez | Huancayo                  | 18 000 | Natural    | Manchete    |
| Sporting Cristal                 | Lima      | Francisco Melgar | Alberto Gallardo          | 15 000 | Natural    | Umbro       |
| Unión Comercio                   | Moyobamba | Leo Morales      | Regional IPD              | 5000   | Natural    | Real        |
| Universidad César Vallejo        | Trujillo  | Johano Bermúdez  | Mansiche                  | 25 000 | Artificial | Walon       |
| Universidad San Martín de Porres | Callao    | Orlando Lavalle  | Alberto Gallardo          | 15 000 | Natural    | Umbro       |
| Universitario                    | Lima      | Carlos Silvestri | Monumental                | 80 093 | Natural    | Umbro       |

## Tabla de posiciones
| #   | Equipo                             | PJ | G  | E  | P  | GF | GC | Dif | Pts |
| --- | ---------------------------------- | -- | -- | -- | -- | -- | -- | --- | --- |
| 1º  | Juan Aurich *                      | 30 | 16 | 7  | 7  | 50 | 26 | +24 | 55  |
| 2º  | Universidad San Martín de Porres * | 30 | 17 | 4  | 9  | 47 | 29 | +18 | 55  |
| 3º  | Universidad César Vallejo          | 30 | 17 | 3  | 10 | 49 | 36 | +13 | 54  |
| 4º  | Alianza Lima                       | 30 | 14 | 9  | 7  | 40 | 22 | +18 | 51  |
| 5º  | Sporting Cristal                   | 30 | 15 | 5  | 10 | 64 | 35 | +29 | 50  |
| 6º  | Real Garcilaso                     | 30 | 14 | 8  | 8  | 55 | 43 | +12 | 50  |
| 7º  | Universitario                      | 30 | 13 | 8  | 9  | 47 | 32 | +15 | 47  |
| 8º  | Unión Comercio                     | 30 | 13 | 7  | 10 | 38 | 32 | +6  | 46  |
| 9º  | León de Huánuco                    | 30 | 11 | 7  | 12 | 43 | 44 | -1  | 40  |
| 10º | José Gálvez                        | 30 | 9  | 10 | 11 | 52 | 48 | +4  | 37  |
| 11º | Sport Huancayo                     | 30 | 10 | 5  | 15 | 42 | 54 | -12 | 35  |
| 12º | Melgar                             | 30 | 8  | 10 | 12 | 42 | 48 | -6  | 34  |
| 13º | Cobresol                           | 30 | 9  | 4  | 17 | 38 | 64 | -26 | 31  |
| 14º | Cienciano                          | 30 | 8  | 6  | 16 | 30 | 57 | -27 | 30  |
| 15º | Sport Boys                         | 30 | 7  | 7  | 16 | 28 | 59 | -31 | 28  |
| 16º | Inti Gas                           | 30 | 7  | 4  | 19 | 31 | 67 | -36 | 25  |

- * Juan Aurich y la Universidad San Martín de Porres, al haber igualado en cantidad de puntos en el primer lugar, jugaron partidos de ida y vuelta para definir al campeón.

Fuente: ADFP
|  |                                                                                                   |
|  | Le otorgará dos (2) puntos adicionales al equipo principal en el Campeonato Descentralizado 2012. |
|  | Le otorgará un (1) punto adicional al equipo principal en el Campeonato Descentralizado 2012.     |

### Definición del título
| 12 de septiembre del 2012 | Universidad San Martín de Porres | 0:1 (0:0) | Juan Aurich | Villa Deportiva de la Universidad San Martín de Porres, Lima |                        |
|                           |                                  | Reporte   | Cueto 90+4' | Árbitro(s): Iván Chang                                       | Árbitro(s): Iván Chang |

| 19 de septiembre del 2012, 20:00 | Juan Aurich | 0:0 | Universidad San Martín de Porres | Estadio Elías Aguirre, Chiclayo |  |
|                                  |             |     |                                  | Árbitro(s): José García         |  |

| Juan Aurich             |
| Campeón                 |
| Juan Aurich 1.er título |

## Resultados
Las filas corresponden a los encuentros de local de cada uno de los equipos, mientras que las columnas corresponden a los encuentros de visitante. Según las filas, los resultados en color azul corresponden a victoria del equipo local, rojo a victoria visitante y blanco a empate.
|                                  | AL  | CIE | COB  | IG  | JG  | JA   | LHU  | MEL | RG  | SB  | SH  | SC  | UC  | UCV  | USMP | U   |
| -------------------------------- | --- | --- | ---- | --- | --- | ---- | ---- | --- | --- | --- | --- | --- | --- | ---- | ---- | --- |
| Alianza Lima                     |     | 2-0 | 3-0* | 2-0 | 1-1 | 2-1  | 3-0* | 3-0 | 2-1 | 0-0 | 3-1 | 1-2 | 1-1 | 3-1  | 0-1  | 2-0 |
| Cienciano                        | 1-1 |     | 1-0  | 0-3 | 1-1 | 5-2  | 0-0  | 1-1 | 2-3 | 1-2 | 4-3 | 0-0 | 1-0 | 2-1  | 2-1  | 1-2 |
| Cobresol                         | 1-1 | 3-0 |      | 2-0 | 0-2 | 3-0  | 1-2  | 1-4 | 4-2 | 0-0 | 3-1 | 1-0 | 2-2 | 1-4  | 0-2  | 4-2 |
| Inti Gas                         | 1-1 | 0-0 | 1-2  |     | 1-2 | 2-3  | 1-3  | 0-2 | 1-1 | 3-2 | 2-3 | 2-1 | 2-0 | 0-2  | 3-0  | 0-3 |
| José Gálvez                      | 0-0 | 5-1 | 5-2  | 5-2 |     | 3-0* | 3-2  | 2-0 | 0-1 | 1-1 | 1-1 | 2-1 | 0-0 | 1-2  | 1-3  | 1-1 |
| Juan Aurich                      | 2-2 | 1-0 | 2-0  | 8-1 | 1-0 |      | 5-0  | 1-0 | 2-1 | 6-0 | 1-0 | 1-1 | 3-0 | 2-0  | 0-0  | 0-0 |
| León de Huánuco                  | 0-0 | 2-3 | 2-3  | 4-1 | 3-1 | 0-0  |      | 2-1 | 1-1 | 4-0 | 3-2 | 3-0 | 2-0 | 2-0  | 0-2  | 1-1 |
| Melgar                           | 0-1 | 1-0 | 2-2  | 1-3 | 2-1 | 1-0  | 1-1  |     | 3-3 | 1-1 | 6-2 | 1-1 | 1-3 | 2-2  | 3-0* | 0-3 |
| Real Garcilaso                   | 2-0 | 1-0 | 2-0  | 2-0 | 2-2 | 2-1  | 2-0  | 3-3 |     | 7-0 | 3-3 | 2-0 | 1-0 | 3-0  | 2-0  | 2-2 |
| Sport Boys                       | 0-2 | 1-0 | 3-1  | 0-1 | 1-1 | 1-1  | 1-0  | 3-1 | 2-1 |     | 1-1 | 0-2 | 3-2 | 0-3  | 1-2  | 0-2 |
| Sport Huancayo                   | 1-0 | 3-2 | 2-1  | 0-0 | 3-2 | 0-3  | 1-1  | 0-1 | 2-1 | 2-0 |     | 1-2 | 1-0 | 0-1  | 2-0  | 3-1 |
| Sporting Cristal                 | 0-1 | 7-0 | 10-0 | 5-0 | 4-2 | 0-1  | 0-3  | 4-1 | 7-0 | 6-3 | 2-1 |     | 1-1 | 0-0  | 1-0  | 2-1 |
| Unión Comercio                   | 2-1 | 1-2 | 5-1  | 1-0 | 2-1 | 0-0  | 1-0  | 3-2 | 1-0 | 1-0 | 4-1 | 1-0 |     | 3-0* | 1-0  | 0-0 |
| Universidad César Vallejo        | 1-0 | 4-0 | 2-0  | 3-1 | 2-2 | 0-1  | 2-1  | 1-0 | 2-0 | 4-2 | 3-1 | 2-3 | 2-1 |      | 3-1  | 2-0 |
| Universidad San Martín de Porres | 1-0 | 3-0 | 1-0  | 3-0 | 6-3 | 2-0  | 6-0  | 1-1 | 1-1 | 2-0 | 2-1 | 0-1 | 3-1 | 1-0  |      | 2-1 |
| Universitario                    | 1-2 | 3-0 | 1-0  | 6-0 | 2-1 | 0-2  | 2-1  | 0-0 | 2-3 | 1-0 | 1-0 | 4-1 | 1-1 | 3-0  | 1-1  |     |

- * Alianza Lima ganó por walkover a León de Huánuco, debido a que el equipo huanuqueño no tenían jugadores suficientes para afrontar el compromiso.[1]

- * Alianza Lima ganó por walkover a Cobresol, debido a que el equipo moqueguano no se presentó.[2]

- *  El equipo visitante no se presentó, así que ganó el local por walkover.